# Resolução 188 do Conselho de Segurança das Nações Unidas
Resolução 188 do Conselho de Segurança das Nações Unidas, foi aprovada 9 de abril de 1964, depois de uma denúncia apresentada pela República Árabe do Iêmen sobre um ataque aéreo britânico em seu território em 28 de março, o Conselho lamentou a ação em Harib, bem como pelo menos 40 outros ataques que ocorreram nessa área. O Reino Unido também se queixou do Iêmen que tinha violado o espaço aéreo da Federação da Arábia do Sul.
O Conselho solicitou à República Árabe do Iêmen e o Reino Unido para exercer a máxima contenção, a fim de evitar um conflito futuro e solicitou ao Secretário-Geral a usar seus bons ofícios para tentar resolver a questão com as partes.
Foi aprovada com 9 votos, e com duas abstenções do Reino Unido e os Estados Unidos.